# Tawil Elsheikh
Tawil Elsheikh (tiếng Ả Rập: طويل الشيخ) là một ngôi làng Syria nằm ở Abu al-Duhur Nahiyah ở huyện Idlib, Idlib. Theo Cục Thống kê Trung ương Syria (CBS), Tawil Elsheikh có dân số 760 người trong cuộc điều tra dân số năm 2004.